# Memecylon lancifolium
Memecylon lancifolium är en tvåhjärtbladig växtart som beskrevs av Henry Nicholas Ridley. Memecylon lancifolium ingår i släktet Memecylon och familjen Melastomataceae. Inga underarter finns listade i Catalogue of Life.